# Crooky
Crooky (o Crooky Scruggs) è un film muto del 1915 diretto da C. Jay Williams.

## Trama
A New York, Crooky - dopo la sua evasione dal carcere - conosce e fa amicizia con Bob Roberts, appena arrivato dal West. I due si installano in un elegante albergo da dove Roberts cerca invano di contattare John W. Dough, un broker di Wall Street. Quest'ultimo, rovinato finanziariamente, decide di ricorrere ai soldi di Roberts e lo porta con sé nel proprio ufficio. Peccato che, per un equivoco, abbia scambiato Crooky per il suo "pollo": dopo avergli rifilato un assegno falso, il truffatore evaso si mette a corteggiare la figlia e la sorella di Dough mentre, nel frattempo, la polizia - caduta nello stesso equivoco - arresta il povero Roberts. La verità viene però presto a galla e i poliziotti si mettono a cercare il vero evaso a casa di Dough. Crooky, dopo aver rubato i gioielli di Susan, la sorella del broker imbroglione, scappa via rifugiandosi in prigione.

## Produzione
Il film fu prodotto dalla Vitagraph Company of America.

## Distribuzione
Distribuito dalla V-L-S-E, il film - presentato da J. Stuart Blackton e Albert E. Smith - uscì nelle sale cinematografiche statunitensi il 12 luglio 1915.